# Книтлинген
Книтлинген (нем. Knittlingen) — город в Германии, в земле Баден-Вюртемберг.
Подчинён административному округу Карлсруэ. Входит в состав района Энц. Население составляет 7617 человек (на 31 декабря 2010 года). Занимает площадь 26,33 км². Официальный код — 08 2 36 033.

## Известные жители
Фауст, Иоганн